# Villa Haenel in Radebeul
Die Villa Haenel ist ein Wohnhaus in der Weinbergstraße 40 im Stadtteil Oberlößnitz der Stadt Radebeul in Sachsen. Die einschließlich Garten, Einfriedungsmauer und Statue der Fortuna unter Denkmalschutz stehende Villa entwarf der Architekt Oswald Haenel 1894/1895 als eigenen Wohnsitz mit Räumen für sein Architekturbüro, gebaut wurde es durch die Gebrüder Ziller. Zur gleichen Zeit entstand im Schweizerstil auf dem Nachbargrundstück ebenfalls durch die Gebrüder Ziller nach Entwurf von Oswald Haenel die landhausartige Villa Friedenshain.

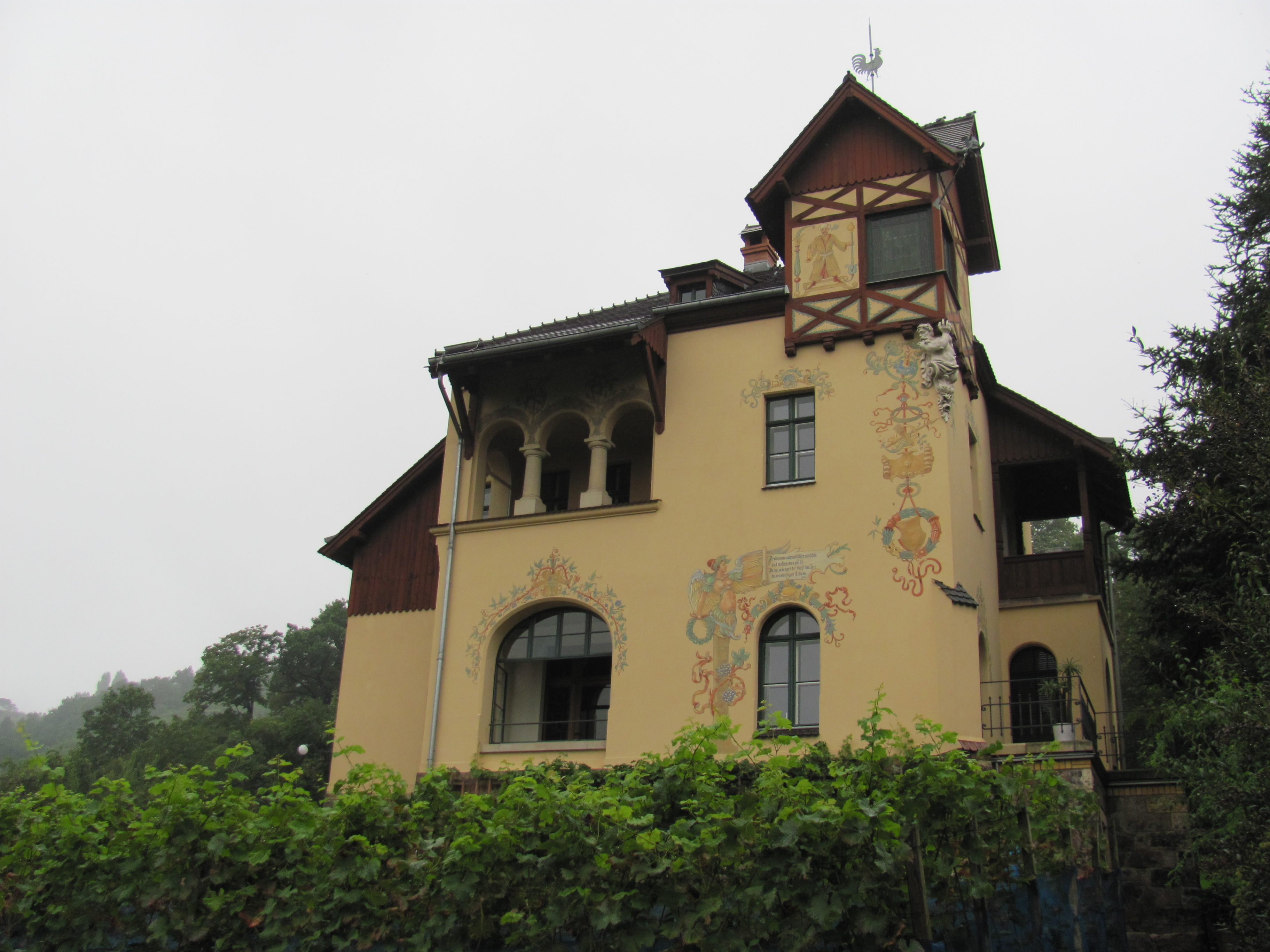
Haenels Villa in der Weinbergstraße 40

## Beschreibung

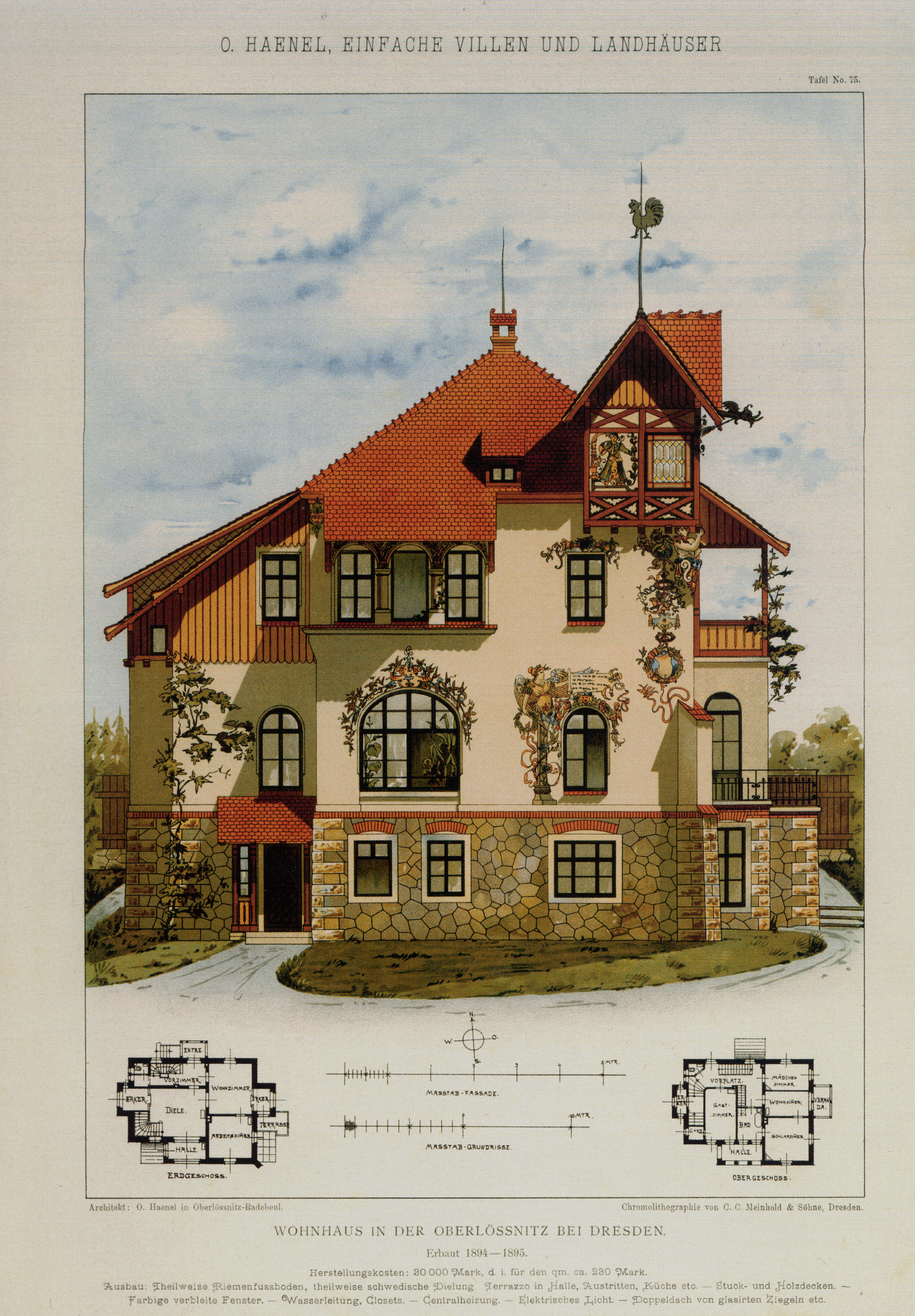
Veröffentlichung zu Haenels Villa, um 1900

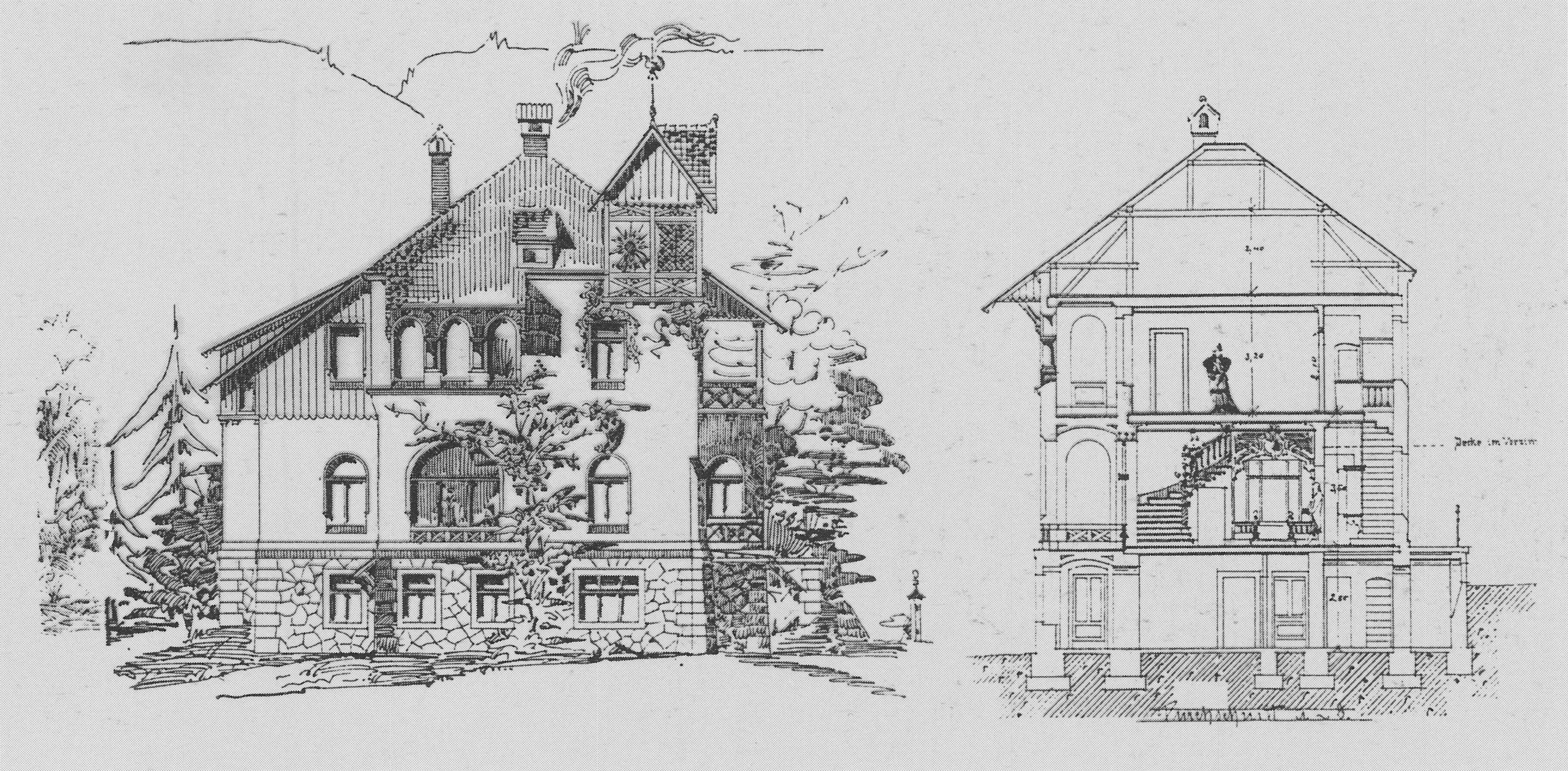
Entwurf des Wohnhauses

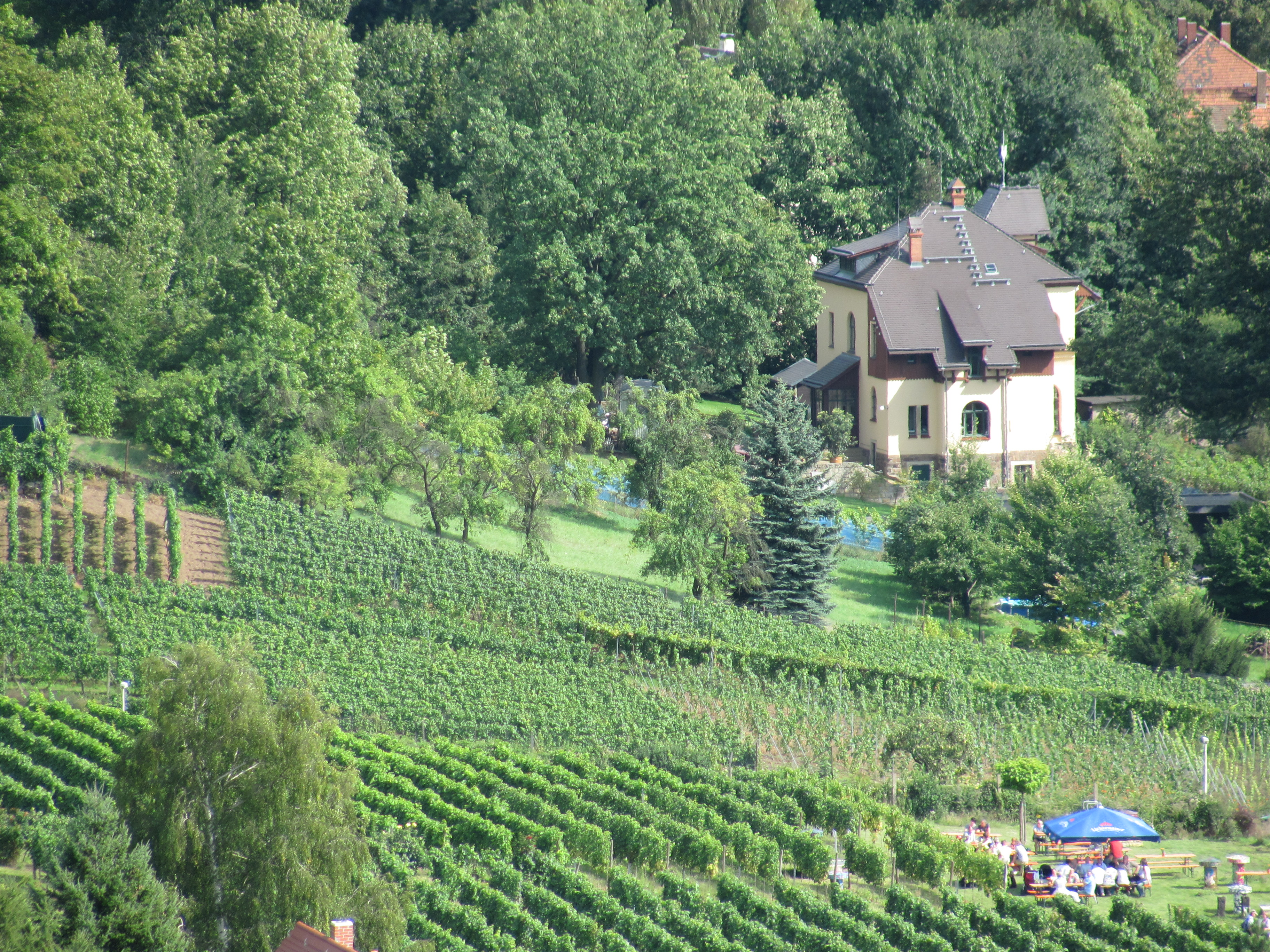
Haenel-Villa vom Eggersweg aus. Rechts unten Ausschank und Weinberg des Weinguts Ulf Große am Tag des offenen Weinguts 2014

Das villenartige Landhaus liegt am Fuß eines ehemaligen Weinbergs, es hat einen bewegten, unregelmäßigen Aufriss. Die zwei Hauptgeschosse liegen über einem aus dem Hang heraustretenden Souterrain, das gemeinsam mit dem Erdgeschoss die Büroräume beherbergte. Besondere Merkmale des Baukörpers sind ein zerklüftetes Walmdach mit Turm und Schleppgaube, rechteckige wie auch unterschiedlich geformte Rundbogenfenster und im Obergeschoss eine Loggia hinter Rundbogenarkaden mit zwei Säulen. Der Eckturm zeigt ein Zierfachwerk, das auf der Ecke von einer hermenartigen Atlantenfigur gestützt wird. Am Dach darüber befindet sich ein Wasserspeier in Form eines Drachen. Die heutige Fassadenbemalung entspricht nicht der Entwurfszeichnung aus dem Jahr 1895, ist so jedoch auf Fotos sowie einer Bildtafel aus der Jahrhundertwende zu sehen. Dort finden sich auch Angaben zu Preis und Ausstattung. Die Bauausführung übernahm das örtliche Baugeschäft Gebrüder Ziller. Die abschließende Baurevision erfolgte im Sommer 1895.
Nach Haenels Tod 1911 wohnte ab 1912 bis 1945 der Historiker Walter von Boetticher in dieser Villa. Nach seinem Tod wurde zu DDR-Zeiten das Haus umgebaut und in zwei Wohneinheiten getrennt. 1982 wurden die Erben Boettichers enteignet. 1990 verkaufte die Stadt Radebeul das Haus noch vor der offiziellen Wiedervereinigung an eine beim Rat der Stadt arbeitende Privatperson. Nach der Wiedervereinigung 1990 und jahrelangen Rechtsstreitigkeiten wurde dieser Kaufvertrag durch die Gerichte für unrechtmäßig erklärt und das Haus an die boettichersche Erbengemeinschaft rückübereignet, die es 2001 verkaufen musste.
Die neuen Besitzer führten, auch im Sinne der Erbengemeinschaft, das Haus durch umfangreiche Instandsetzungs- und Renovierungsarbeiten in seinen ursprünglichen Zustand zurück. Sie wurden dafür 2005 mit einer Sonder-Anerkennung für besonders zu würdigende restauratorische Leistungen des Radebeuler Bauherrenpreises ausgezeichnet. Im folgenden Jahr 2006 erhielten sie den Bundespreis für Handwerk in der Denkmalpflege. In dessen Laudatio heißt es, dass sie 

„in der Villenlandschaft Radebeuls ein Schmuckstück wiederhergestellt [haben]. […] Die anspruchsvolle Wiederherstellung einer eindrucksvollen Villa unter der Hinzuziehung historischer Quellen macht die ursprüngliche Intention des Baumeisters wieder erlebbar. Unter Bewahrung der wichtigen Details der Ausstattung und der Wiederherstellung der Raumstrukturen, Grundrisse, Fenster, Decken und Treppen ist eine der wichtigen Villen Radebeuls wiedererstanden. Die großzügige neue Gestaltung der Gesamtanlage in der Tradition Radebeuls als Weinanbauort bildet den passenden Rahmen für das Denkmal.“

Der Garten zur Villa ist als denkmalpflegerische Nebenanlage denkmalgeschützt. Im Garten befindet sich eine lebensgroße Statue der Fortuna mit Sockel, deren Gestaltung Balthasar Permoser (1651–1732) zugeschrieben wird.
Die Denkmalpflege bescheinigt dem Kulturdenkmal: „herausragender baugeschichtlicher, künstlerischer und landschaftsgestaltender Wert“.

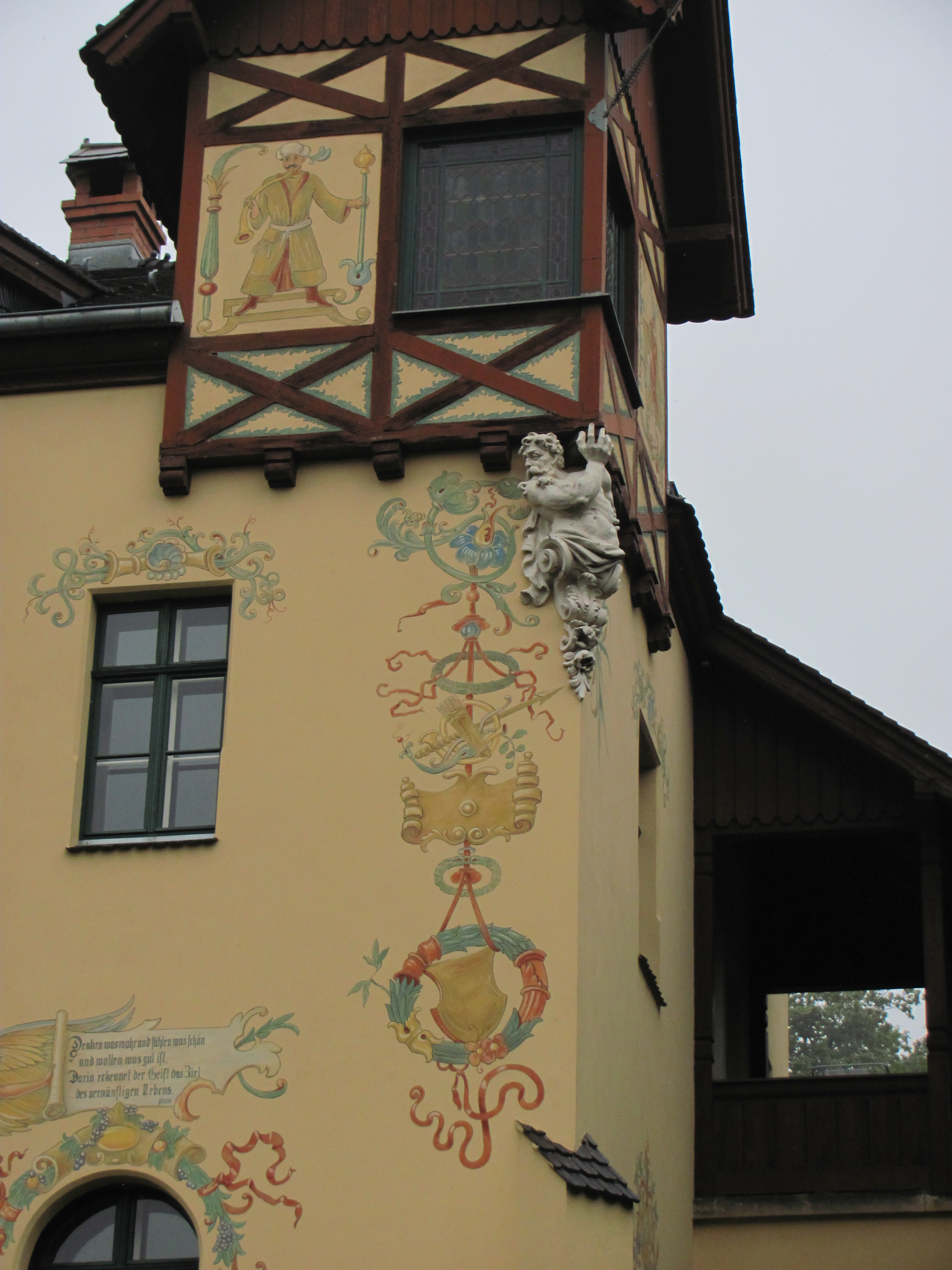
Hausdetail
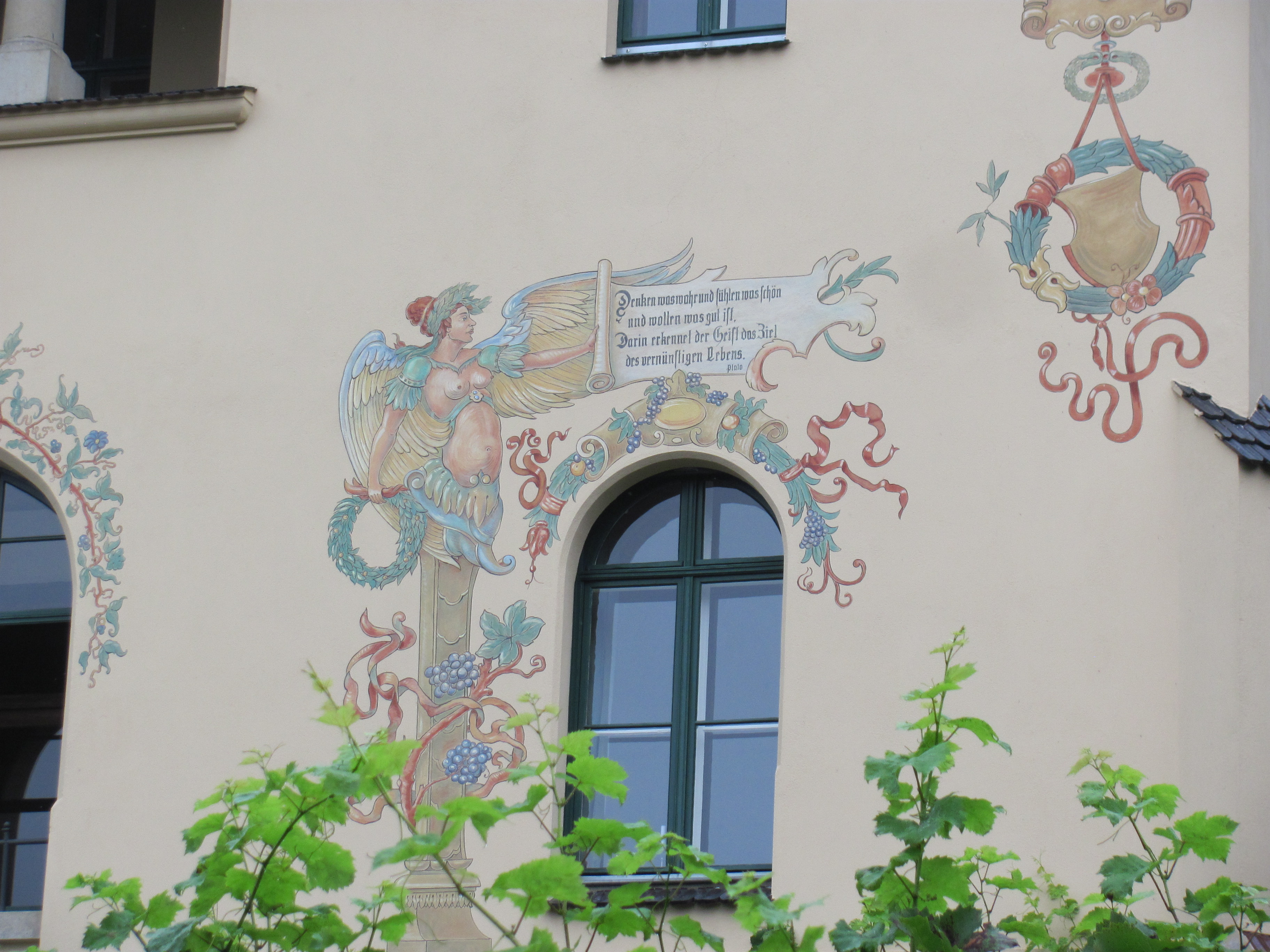
Hausdetail
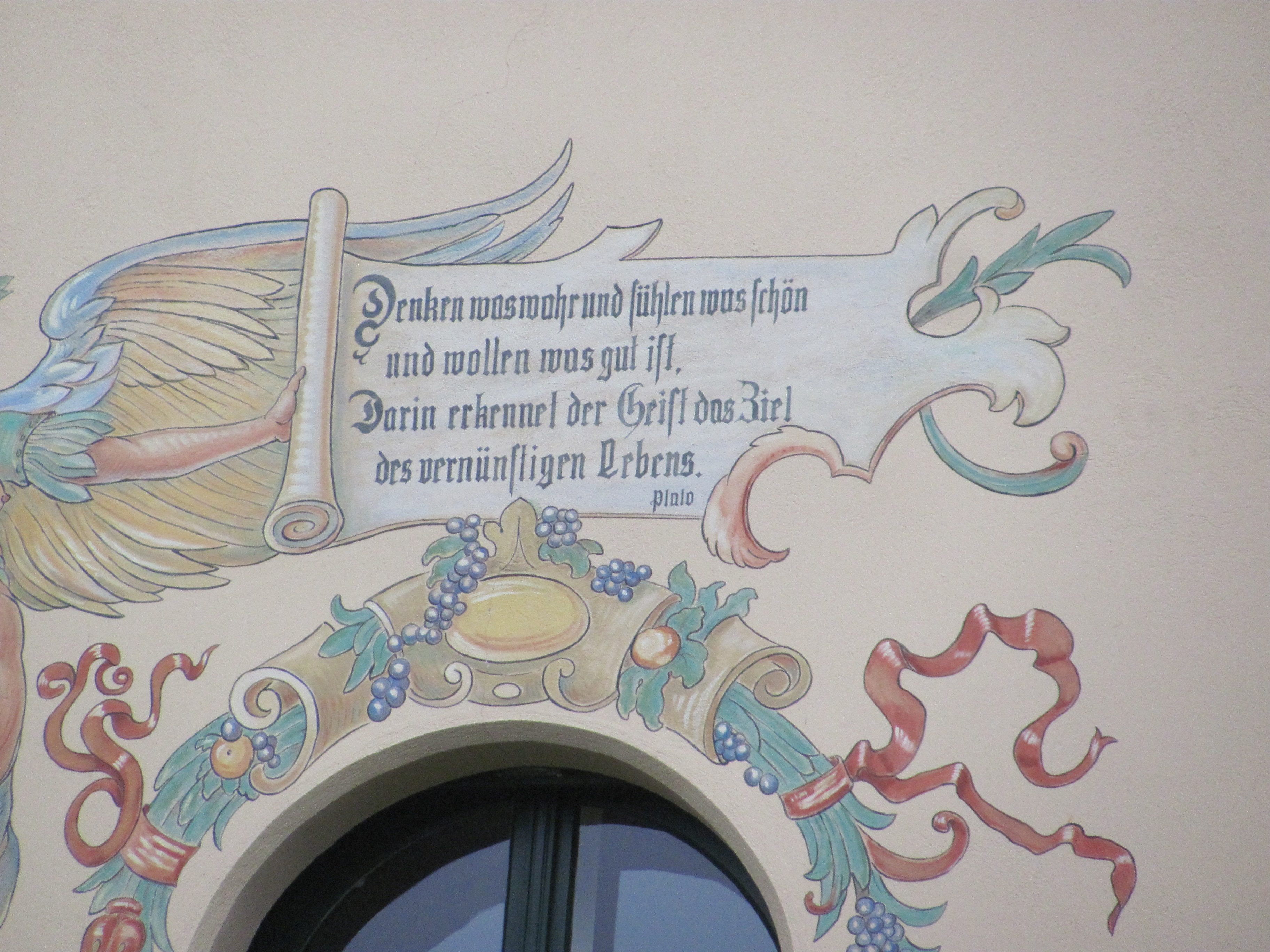
Hausdetail
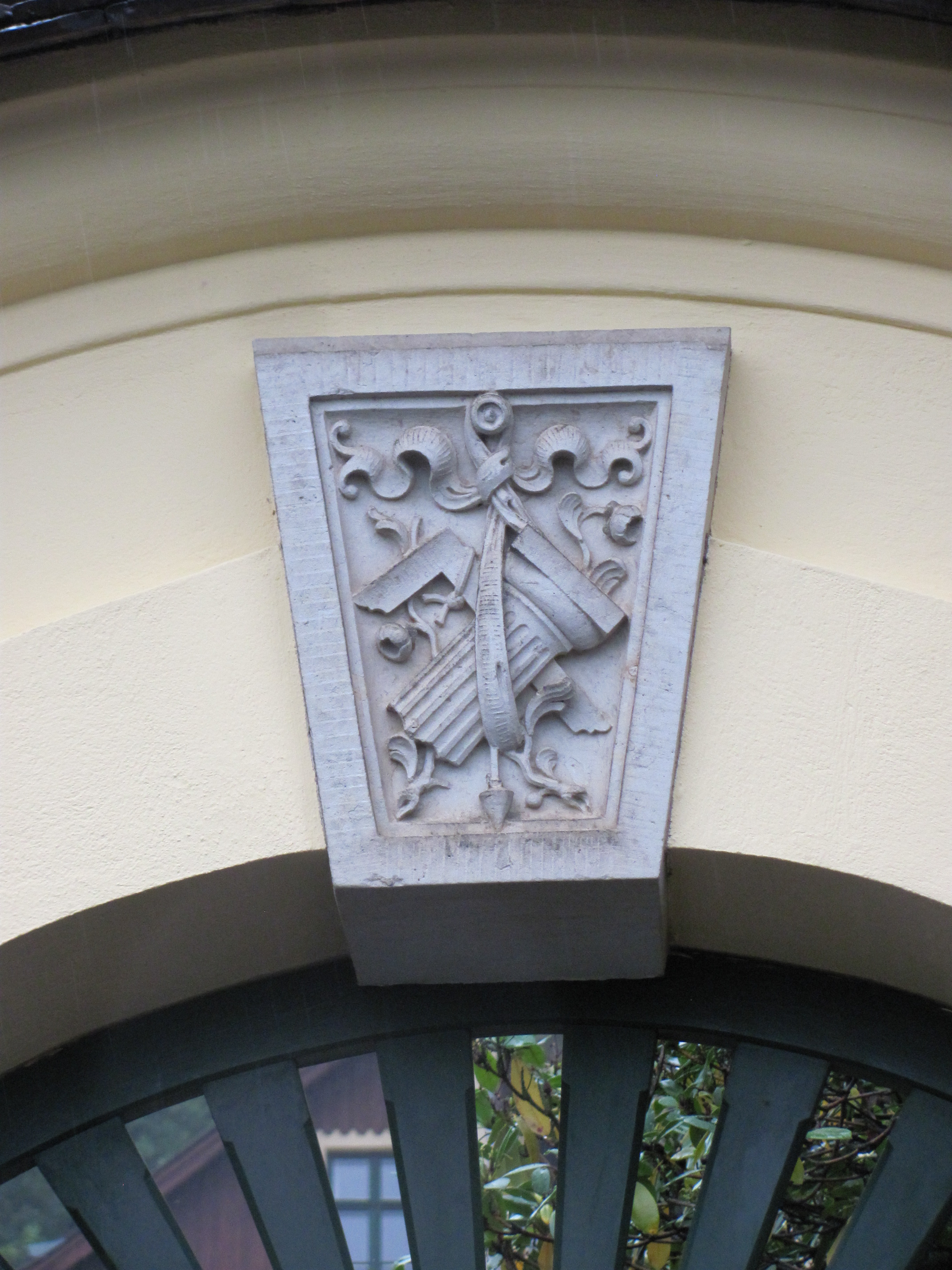
Freimaurerzeichen am Tor
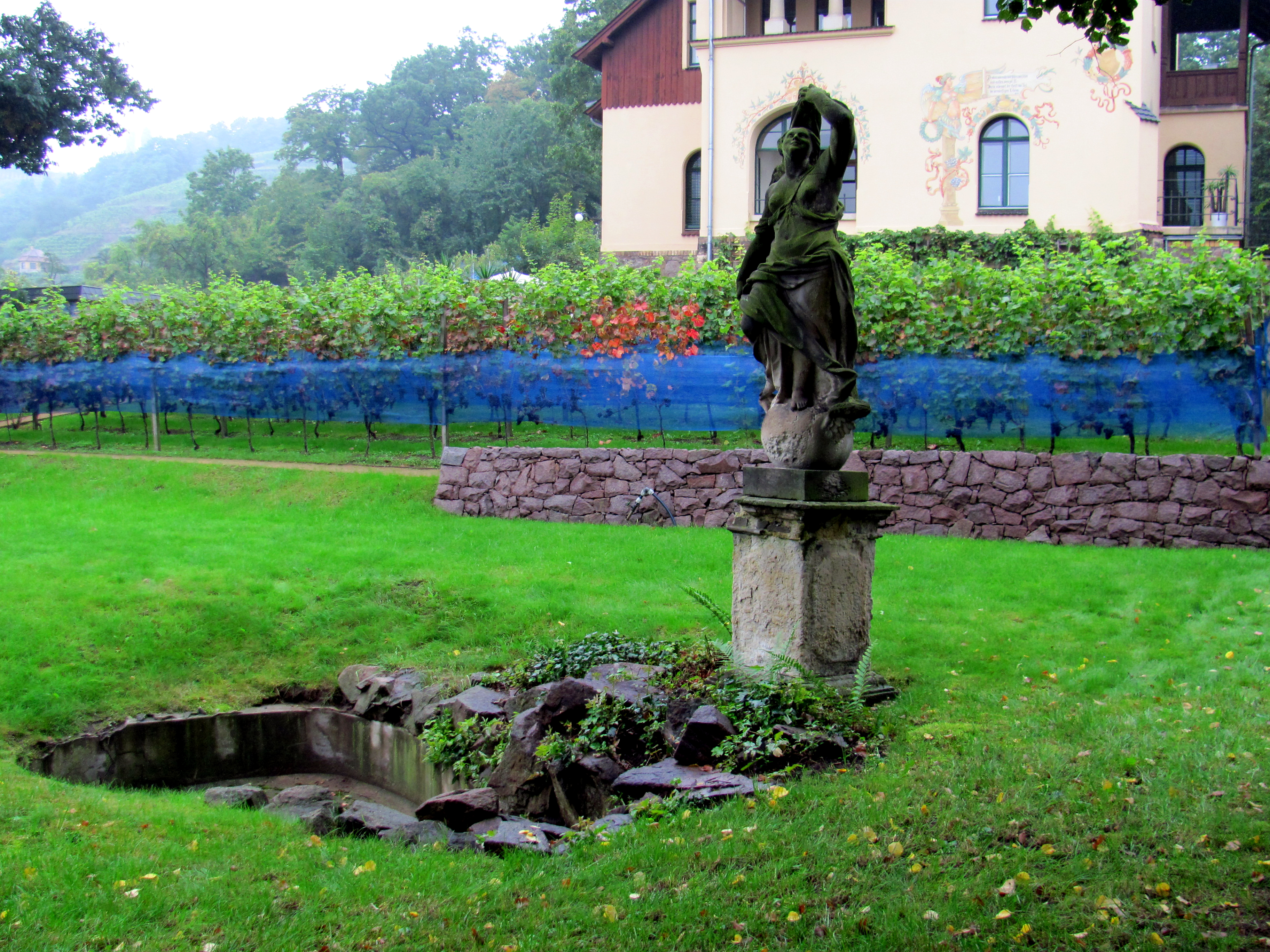
Vorgarten mit Wein, Wasserbecken und Statue